# Guineu voladora grisa
La guineu voladora grisa (Pteropus griseus) és una espècie de ratpenat de la família dels pteropòdids. Viu a Indonèsia i Timor Oriental. El seu hàbitat natural són els boscos costaners. Es desconeix si hi ha amenaces significatives per a la supervivència d'aquesta espècie.